# Septoria sonchifolia
Septoria sonchifolia är en svampart som beskrevs av Cooke 1878. Septoria sonchifolia ingår i släktet Septoria och familjen Mycosphaerellaceae.   Inga underarter finns listade i Catalogue of Life.